# 花岩溪镇
港二口镇，是中华人民共和国湖南省常德市鼎城区下辖的一个乡镇级行政单位。

## 行政区划
港二口镇下辖以下地区：
吴家坝社区、青龙嘴社区、金家坊社区、鄂子湾村、栀子岗村、黄鹤桥村、芭蕉冲村、党家庵村、新开山村、荆树湾村、苏家桥村、打鼓洲村、黄壁坪村、马家堰村、新屋咀村、茄寺冲村、铁山坪村、兰官坪村、广嗣阁村和茶场村。